# Лештіоара
Лештіоара (рум. Leștioara) — село у повіті Арад в Румунії. Входить до складу комуни Хелмаджу.
Село розташоване на відстані 343 км на північний захід від Бухареста, 96 км на схід від Арада, 96 км на південний захід від Клуж-Напоки, 118 км на північний схід від Тімішоари.

## Населення
За даними перепису населення 2002 року у селі проживали 63 особи, усі — румуни. Усі жителі села рідною мовою назвали румунську.